# Bonaventure (condado)
A Regionalidade Municipal do Condado de Bonaventure está situada na região de Gaspésie-Îles-de-la-Madeleine na província canadense de Quebec. Com uma área de mais de quatro mil quilómetros quadrados, tem, segundo o censo de 2006, uma população de cerca de dezoito mil pessoas sendo comandada pela cidade de New Carlisle. Ela é composta por 14 municipalidades: 3 cidades, 7 municípios, 1 freguesia, 2 cantôes e 1 território não organizado.

## Municipalidades

### Cidades
- Bonaventure
- New Richmond
- Paspébiac

### Municípios
- Caplan
- Cascapédia–Saint-Jules
- Hope Town
- New Carlisle
- Saint-Alphonse
- Saint-Elzéar
- Shigawake

### Freguesia
- Saint-Siméon

### Cantão
- Hope
- Saint-Godefroi

### Territórios não organizados

Mapa de Bonaventure

- Rivière-Bonaventure